# Сам Беукема
Сам Беукема (нід. Sam Beukema, нар. 17 листопада 1998, Девентер) — нідерландський футболіст, захисник італійської «Болоньї».

## Ігрова кар'єра
Сам Беукема народився 1998 року в місті Девентер. Розпочав займатися футболом у юнацькій команді клубу «Діпенвеен», пізніше перейшов до школи клубу «Гоу Егед Іглз», протягом року займався у школі клубу«Твенте», пізніше повернувся до школи клубу «Гоу Егед Іглз». У дорослому футболі дебютував 2017 року в складі «Гоу Егед Іглз», в якій грав до 2021 року, взявши участь у 66 матчах чемпіонату.
У липні 2021 року Сам Беукема підписав п'ятирічний контракт із клубом АЗ. За два сезони відіграв за команду з Алкмара 54 матчів в національному чемпіонаті.
3 липня 2023 року за 10 мільйонів євро перейшов до італійськаї «Болоньї».

## Статистика виступів

### Статистика клубних виступів
Станом на 27 серпня 2023
| Сезон                     | Команда                   | Чемпіонат                 | Чемпіонат | Чемпіонат | Національний кубок | Національний кубок | Національний кубок | Континентальні кубки | Континентальні кубки | Континентальні кубки | Інші змагання | Інші змагання | Інші змагання | Усього | Усього | Усього |
| Сезон                     | Команда                   | Ліга                      | Ігор      | Голів     | Ліга               | Ігор               | Голів              | Ліга                 | Ігор                 | Голів                | Ліга          | Ігор          | Голів         | Ігор   | Голів  |        |
| ------------------------- | ------------------------- | ------------------------- | --------- | --------- | ------------------ | ------------------ | ------------------ | -------------------- | -------------------- | -------------------- | ------------- | ------------- | ------------- | ------ | ------ | ------ |
| 2017–18                   | «Гоу Егед Іглз»           | 1Д                        | 6         | 0         | КН                 | 2                  | 0                  |                      | -                    | -                    |               | -             | -             | 8      | 0      |        |
| 2018–19                   | «Гоу Егед Іглз»           | 1Д                        | 0         | 0         | КН                 | 0                  | 0                  |                      | -                    | -                    |               | -             | -             | 0      | 0      |        |
| 2019–20                   | «Гоу Егед Іглз»           | 1Д                        | 23        | 1         | КН                 | 2                  | 1                  |                      | -                    | -                    |               | -             | -             | 25     | 2      |        |
| 2020–21                   | «Гоу Егед Іглз»           | 1Д                        | 37        | 8         | КН                 | 3                  | 1                  |                      | -                    | -                    |               | -             | -             | 40     | 9      |        |
| Усього за «Гоу Егед Іглз» | Усього за «Гоу Егед Іглз» | Усього за «Гоу Егед Іглз» | 66        | 9         |                    | 7                  | 2                  |                      | -                    | -                    |               | -             | -             | 73     | 11     |        |
| 2021–22                   | АЗ                        | ЕД                        | 28        | 3         | КН                 | 4                  | 0                  | ЛЄ+ЛК                | 1+4                  | 0                    |               | -             | -             | 37     | 3      |        |
| 2022–23                   | АЗ                        | ЕД                        | 26        | 2         | КН                 | 1                  | 0                  | ЛК                   | 17                   | 1                    |               | -             | -             | 44     | 3      |        |
| Усього за АЗ              | Усього за АЗ              | Усього за АЗ              | 54        | 5         |                    | 5                  | 0                  |                      | 22                   | 1                    |               | -             | -             | 81     | 6      |        |
| 2023–24                   | «Болонья»                 | A                         | 2         | 0         | КІ                 | 1                  | -                  | -                    | -                    | -                    | -             | -             | -             | 3      | 0      |        |
| Усього за кар'єру         | Усього за кар'єру         | Усього за кар'єру         | 122       | 14        |                    | 13                 | 2                  |                      | 22                   | 1                    |               | -             | -             | 157    | 17     |        |

## Титули і досягнення
- Володар Кубка Італії (1):

«Болонья»: 2024-25